# Humiriaceae
Famille
Classification APG III (2009)
Les Humiriaceae (les Humiriacées) sont une famille de plantes à fleurs dicotylédones de l'ordre des Malpighiales qui comprend 50 espèces réparties en 3 à 8 genres. 
Ce sont des arbres ou des arbustes, à feuilles persistantes alternes, certains aromatiques, des régions tropicales, originaires d'Amérique sauf une espèce rencontrée en Afrique de l'Ouest.

## Étymologie
Le nom vient du genre type Humiria provenant du nom vernaculaire « umiri » utilisé pour nommer la plante en Amérique du Sud.

## Classification
La classification phylogénétique la situe dans l'ordre des Malpighiales.

## Liste des genres
Selon Angiosperm Phylogeny Website (23 mai 2010) et GRIN (23 mai 2010):
- genre Duckesia (es) Cuatrec.
- genre Endopleura (pt) Cuatrec.
- genre Humiria Aubl.
- genre Humiriastrum (en) (Urb.) Cuatrec.
- genre Hylocarpa (pt) Cuatrec.
- genre Sacoglottis (en) Mart.
- genre Schistostemon (es) (Urb.) Cuatrec.
- genre Vantanea Aubl.

Selon NCBI (23 mai 2010) :
- genre Humiria
- genre Sacoglottis
- genre Vantanea

Selon DELTA Angio (23 mai 2010) :
- genre Duckesia
- genre Endopleura
- genre Houmiria
- genre Humiria
- genre Humiriastrum
- genre Hylocarpa
- genre Sacoglottis
- genre Schistostemon
- genre Vantanea

## Liste des espèces
Selon NCBI (23 mai 2010) :
- genre Humiria
  - Humiria balsamifera
  - Humiria wurdackii
- genre Sacoglottis
  - Sacoglottis gabonensis
  - Sacoglottis sp. Hammel 18390
- genre Vantanea
  - Vantanea compacta
  - Vantanea guianensis